# Sztaro Szelo (Makedonszki Brod)
Sztaro Szelo (macedónul: Старо Село) település Észak-Macedóniában, a Délnyugati körzet Makedonszki Brod-i járásában.

## Népesség
| Lakosok száma | 78   | 65   | 23   | 10   | 7    |      |
|               | 1948 | 1971 | 1981 | 1991 | 1994 | 2002 |

2002-ben lakatlan település.